# 深津篤史
深津 篤史（ふかつ しげふみ、1967年8月8日 - 2014年7月31日）は、日本の劇作家・演出家。
兵庫県芦屋市出身。劇団桃園会主宰。同志社大学大学院文学研究科新聞学専攻修士課程修了。大学在学中に第三劇場入団。1992年桃園会を旗揚げ。
2014年7月31日、肺小細胞癌により兵庫県芦屋市の親族宅で死去。46歳没。

## 代表作
- 「カラカラ～トートの書#2桜の園～」
- 「うちやまつり」白水社、1998
- 「のたり、のたり、」
- 「瞼の街、君の稜線」
- 「blue film」など。

## 受賞歴
- 1997年 日本劇作家協会新人戯曲賞 第一次選考通過
- 1998年 第42回岸田國士戯曲賞 受賞（「うちやまつり」）
- 1998年 兵庫県芸術奨励賞
- 1999年 咲くやこの花賞
- 2005年 読売演劇大賞 演出賞・作品賞